# 国际木材科学院
国际木材科学学院（International Academy of Wood Science, IAWS）是一个公认的国际学院，也是一个非盈利的木材科学家组织，承认木材科学领域及其相关技术领域，确保全球代表性。
自2023年6月起，该学院由斯塔夫洛斯•阿夫拉米迪斯博士代表，他是一位希腊裔加拿大教授和木材科学家，担任IAWS第19任院长。 同时，还有瑞士木材工程师伊恩戈•布格特博士代表，他目前是2023年至2026年期间当选的副院长。

## 历史
这个学院最早是于1966年6月2日在巴黎成立的。
国际木材科学学院的发展和建立涉及到许多人，但最初提出创建木材科学学院的主要人物是德国慕尼黑大学木材研究与技术系的弗朗茨•古斯塔夫•科尔曼教授。事实上，他还是该学院在1966年至1972年间的首位当选院长。

## 目标
该学院的目标是在国际层面上推动木材科学的协调发展，通过认可杰出的木材科学家，并选为院士，从而表彰在木材科学领域的卓越成就，以及促进高水平的研究和出版。此外，学院每年举行全体会议，包括业务会议和国际科学会议形式的技术会议。
国际木材科学院（IAWS）的院士是广义上积极从事木材研究的木材科学家，他们的当选证明了高度的科学水准。新的院士由现任院士提名并评估。执行委员会根据这些评估结果，决定每年接纳多少名提名者成为新院士。
国际木材科学院院士的任务重点如下：
- 促进高水平的木材研究和技术
- 在国际和国内自身及其他组织的会议上介绍木材研究和科学成果
- 引起政府、国会、工业、协会、新闻界等对木材研究和科学的重要性的关注
- 促进IAWS成员的研究成果在季刊中的发表。

## 执行委员会
IAWS的执行委员会由学院的官员组成：
- 院长：加拿大不列颠哥伦比亚大学木材科学系的 Stavros Avramidis 博士
- 副院长：瑞士苏黎世联邦理工学院建筑材料研究所的 Ingo Burgert 博士
- 秘书/期刊编辑：奥地利自然资源与生命科学大学（BOKU大学）天然材料技术专业的 Rupert Wimmer 博士
- 财务主管：美国农业部森林产品部门的 Howard Rosen 博士
- 前任院长：韩国光州全南国立大学森林产品与技术系的 Yoon Soo Kim 博士
- 学院理事会主席：斯洛文尼亚卢布尔雅那大学木材科学与技术系的 Katarina Čufar 博士

## 学院杰出会员
- Chung-Yun Hse[8]

## 出版物
- Wood Science and Technology （页面存档备份，存于） Wood Sci Tech Journal (IF 2022; 2.898)
- IAWA Journal （页面存档备份，存于） IAWA J. (Impact factor 2022; 2.987)[9]